# Ballade of the Dead Republics (Masters)
Ballade of the Dead Republics – wiersz amerykańskiego poety Edgara Lee Mastersa, opublikowany w tomie The Blood of the Prophets, wydanym w 1905. Utwór jest napisany w formie ballady francuskiej (villonowskiej). Składa się z trzech strof ośmiowersowych i jednej czterowersowej (przesłania), opartych na tych samych trzech rymach. Opowiada o państwach, w których demokracja została zastąpiona przez jakąś formę dyktatury. Poeta wymienia liczne przykłady z historii świata, począwszy od starożytnej Grecji i Rzymu.

Tell me ye King-craft of to-day
Where is Athens, who made men free;
Then sank into stupor by the way.
Subdued by the Spartan tyranny?
And Rome that staggered to death, perdie,
Stabbed by the sword of Hannibal,
And bled by patrician infamy —
The Dragon of Greed destroyed them all!

Wszystkie cztery strofy kończą się, zgodnie z wymogami gatunku, tym samym wersem: The Dragon of Greed destroyed them all!, w którym poeta przyrównuje chciwość do smoka, który niszczy rządy demokratyczne.